# 湘桂線
湘桂線（しょうけいせん）は、湖南省衡陽市と広西チワン族自治区憑祥市を結ぶ中国国鉄の鉄道路線である。

## 概要
衡陽駅から南西に向かい、永州、桂林、柳州、来賓、南寧、崇左を経由して憑祥駅に至り、友誼関(鎮南関)でベトナム鉄道のハノイ・ドンダン線（河同線）と接続している。湘江流域と中国西南地区を結ぶ重要な路線である。全長1021kmの路線で、そのうち広西チワン族自治区内は831kmである。衡陽から灘頭湾～藍家村の衡陽起点より150.111km地点までが広州鉄路集団管轄で、そこから終点までが南寧鉄路局管轄である。全線が非電化で、柳州～南寧間が複線である。

## 高速新線
沿線の経済発展に伴い、輸送需要が増大してきた為に大幅な拡張計画が立てられた。2007年終わりに衡陽～柳州間の高速新線（衡柳線および柳南都市間鉄道）の工事が開始され、両線とも2013年12月に開通した。新線の設計時速は何れも200km/h以上である。また、既存線の電化も行う計画である。

## 歴史
- 1937年10月11日：衡陽～桂林間の建設を開始した[4]。
- 1938年8月16日：桂林～柳州間の建設を開始した[4]。
- 1938年9月28日：衡陽～桂林間が開通、運営開始した[4]。
- 1939年12月：桂林～柳州間が開通した[5]。
- 1941年：来賓まで建設された[1]。
- 1950年10月：来賓～憑祥間の建設を開始した[4]。
- 1953年：来賓～憑祥間が開通、運営開始した[6]。
- 1954年：憑祥～友誼関間14kmが完成した[6]。
- 1955年：ベトナムの鉄道と接続し[1]、国際輸送を始めた[6]。
- 1984年10月27日：柳州～黎塘間の複線化が完成した[4]。
- 2007年12月27日：衡陽～南寧間の拡能改造工程を着工した[7]。

## 駅一覧
衡陽 - 衡陽西 - 三塘 - 譚子山 - 鶏籠街 - 白鶴鋪 - 祁東北 - 祁東西 - 白地市 - 祁陽北 - 大村甸 - 黄陽司 - 高渓市 - 永州 - 灘頭湾 - 藍家村 - 井頭圩 - 東安 - 紫渓 - 黄土井 - 廟頭 - 黄沙河 - 夏馬 - 永歳 - 新塘坪 - 全州 - 才湾 - 田心鋪 - 紹水 - 鹹水 - 四季田 - 百里村 - 南塘 - 興安 - 厳関郷 - 軍田村 - 大溶江 - 涼風橋 - 三街 - 霊川 - 桂林北 - 桂林 - 二塘 - 横山 - 大渓河 - 塘堡 - 永福 - 葡萄 - 親睦村 - 矮嶺 - 波寨 - 大端河 - 黄冕 - 幽蘭 - 新村 - 鹿寨 - 対亭 - 雒容 - 洛埠 - 龍塘 - 鷓鴣江 - 柳州北 - 柳州 - 柳州南 - 進徳 - 白山 - 鳳凰 - 来賓 - 良江 - 平塘 - 小平陽 - 黎塘 - 稔竹 - 沙江 - 六景 - 伶俐 - 邕寧 - 屯里 - 南寧東 - 南寧 - 南化 - 南寧南 - 金鶏村 - 江西村 - 維羅 - 巴関嶺 - 扶綏 - 渠黎 - 渠旧 - 瀬湍 - 崇左 - 古坡 - 天西 - 亭亮 - 龍伯屯 - 寧明 - 馗塘 - 夏石 - 上石 - 憑祥北 - 憑祥（ - 隘口）

## 接続路線
- 衡陽駅：京広線
- 永州東駅：洛湛線
- 桂林駅：桂海線
- 洛埠駅：屯秋線
- 柳州駅：黔桂線、焦柳線
- 来賓駅：来合線
- 黎塘駅：黎湛線
- 沙江駅：黎欽線
- 邕寧駅：邕南線
- 南寧南駅：南防線
- 江西村駅：南昆線